# Kathleen Fox
Pour les articles homonymes, voir Kathleen Fox (aviatrice) et Fox.
Kathleen Fox (12 septembre 1880 - 17 août 1963) est une peintre irlandaise, une émailleuse et une vitrailliste.

## Biographie
Kathleen Fox naît à Glenageary dans le comté de Dublin, le 12 septembre 1880. Son père est le capitaine Henry Charles Fox des King's Dragoon Guards et sa mère est Mary Rebecca Colclough. Elle fréquente la Dublin Metropolitan School of Art, étudiant avec William Orpen. En raison de son talent, elle travaille également comme assistante d'Orpen. À Londres, elle rencontre le lieutenant de l'armée britannique Cyril Pym, l'épousant en 1917. Pym est tué au combat en 1918 et Fox donne naissance à leur fille plus tard cette année-là. Elle hérite de la maison familiale, Brookfield sur Richmond Avenue South à Milltown dans le comté de Dublin. Elle s'y installe en 1947 et y meurt le 17 août 1963.

## Premiers travaux artistiques
Fox étudie l'émaillage sous Oswald Reeves . Elle crée une coupe émaillée intitulée Going to the feast avec laquelle elle remporte une médaille d'or dans une compétition britannique de 1908. La coupe est ensuite exposée avec les autres lauréats au Victoria and Albert Museum et à l'exposition de 1924 Tailteann Games à Dublin. En 1909, Fox reçoit un prix national pour Music, une plaque de cuivre émaillée. Tout en travaillant sous Alfred E. Child, elle travaille sur des vitraux. Sa fenêtre de 1909 représentant Saint-Tobias fait partie d'un mémorial familial dans l'église Saint-Joseph, Glenageary. Fox travaille pendant une période du renouveau celtique, qui met clairement l'accent sur l'artisanat et s'inspire du design médiéval et celtique. Child l'expose également au mouvement des arts et métiers, et certaines de ses pièces telles que Shaving mirror with pendant on stand (1910) montrent une familiarité avec le style art nouveau. Elle passe quelque temps à Londres et à Paris avant le déclenchement de la Première Guerre mondiale.
Pendant les événements de l'insurrection de Pâques 1916, elle se rend à Dublin pour y peindre les événements. Cela lui a valu le surnom de « petite rebelle » par les élèves de la Dublin Metropolitan School alors qu'elle travaille comme assistante d'Orpen. L'un de ses morceaux les plus connus de cette période est la reddition de Constance Markievicz, The arrest 1916, le Royal College of Surgeons, qui fait maintenant partie de The Niland Collection dans The Model, Sligo. À cette époque, Fox peint un portrait de son amie Grace Gifford. De 1911 à 1923 et de 1944 à 1957, Fox expose avec la Royal Hibernian Academy (RHA). Une soumission en 1911 est intitulée Science and Power et représente son ami, le sculpteur Albert Power, travaillant sur Science pour le nouveau College of Science, Merrion St. Elle fait ensuite don d'une version de cette pièce à la Municipal Gallery of Modern Art, Dublin.

## Travaux ultérieurs
Fox se concentre sur la peinture à l'huile dans les années 1920, s'imposant comme portraitiste. Son portrait de Lady Rosamund Gallwey-Robertson de 1921 est reçu très favorablement lorsqu'il est montré aux côtés des œuvres d'Orpen et John Lavery à l'exposition de la National Portrait Society à Londres. Fox expose un portrait de l'archevêque Mannix la même année à la Royal Academy. Son travail est présenté à Londres au New English Art Club, à la Society of Women Artists et à la Royal Society of Portrait Painters. Des pièces sont parfois exposées à la Royal Scottish Academy et à la Walker Art Gallery de Liverpool. L'une des plaques émaillées de Fox est présentée dans une exposition d'art irlandais à Bruxelles en 1930. Certaines de ses peintures sont également exposées lors des expositions Oireachtas à Dublin.
Fox devient connue pour ses peintures d'intérieurs et de fleurs dans les années 1940 et 1950. Des exemples sont exposés à la galerie Dawson en 1946. Au début des années 1950, elle créé les stations du chemin de croix pour la maison des études jésuite de Milltown Park à Dublin dans les huiles. Son travail est inclus dans l'exposition d'art irlandais contemporain à Aberystwyth au pays de Galles en 1953. Fox travaille de nombreux matériaux au cours de sa carrière, y compris la porcelaine peinte, la sculpture sur bois, le travail de l'argent et la conception de costumes.